# غاري إي. براون
غاري إي. براون (بالإنجليزية: Garry E. Brown)‏ هو محامي وسياسي أمريكي، ولد في 12 أغسطس 1923، وتوفي في 27 أغسطس 1998. حزبياً، نشط في الحزب الجمهوري. وقد انتخب عضو مجلس ولاية ميشيغان وانتخب عضو مجلس النواب الأمريكي.